# Drachmaster
Drachmaster is een geslacht van zeesterren uit de familie Ophidiasteridae. De wetenschappelijke naam van het geslacht werd in 1970 voorgesteld door Maureen Downey.

## Soort
- Drachmaster bullisi Downey, 1970